# Sistema de señalización por canal común n.º 7
El sistema de señalización por canal común n.º 7 o SS7 es un conjunto de protocolos de señalización telefónica empleado en la mayor parte de redes telefónicas mundiales. Para el envío de señalización, utiliza un canal común (CCS), de propósito general, estandarizado internacionalmente por la Unión Internacional de Telecomunicaciones (ITU) en 1980, al que se le asignaron las recomendaciones de la serie Q.700. Está optimizado para operar en redes de telecomunicaciones digitales junto con cambios controlados por programa.  Su principal propósito es el establecimiento y finalización de llamadas, si bien tiene otros usos. Entre estos se incluyen: traducción de números, mecanismos de tarificación prepago y envío de mensajes cortos (SMS). Este sistema es el más utilizado en telecomunicaciones públicas, porque soporta la señalización de abonados telefónicos analógicos y digitales.

## Historia
Los protocolos del SS7 fueron desarrollados por AT&T a partir de 1975 y definidos como un estándar por el UIT-T en 1981 en la serie de Recomendaciones Q.7XX del UIT-T.
El SS7 fue diseñado para sustituir al sistema de señalización n.º 5 (SS5), el sistema de señalización n.º 6 (SS6) y R2. Todos ellos son estándares UIT definidos por la UIT-T junto con SS7 y fueron ampliamente usados a nivel internacional. SS7 ha sustituido a SS6, SS5 y R2, salvo a algunas variantes de R2 que siguen usándose en algunos países. Actualmente en Venezuela algunas centrales utilizan el sistema de señalización R2 aunque con los nodos de nueva generación ya han entrado en decadencia.
El SS5 y normas anteriores de señalización dentro de banda, donde la información del establecimiento de la llamada era enviada a través de tonos especiales por las líneas telefónicas (conocidos como canales portadores en el sector de las telecomunicaciones), ocasionaba gran cantidad de problemas de seguridad cuando los usuarios descubrían en ciertos aparatos telefónicos que ellos podían simular estos tonos en sus propios terminales y controlar la red incluso sin las "teclas especiales" de los operadores. Los llamados phreakers consiguieron crear sus propios tonos de señalización usando pequeñas cajas con equipamiento electrónico llamadas blueboxes. Los equipamientos telefónicos modernos que usan protocolos de señalización fuera de banda mantienen el canal de audio del usuario, llamado canal de voz, separado de los canales de señalización para evitar la posibilidad de que los tonos usados para señalización fueran introducidos por los usuarios finales, usando técnicas de phreaking.
SS7 se califica como un sistema de señalización fuera de línea (o fuera de banda) porque usa un canal de señalización separado de los canales de datos de usuario. Esto evita los problemas de seguridad que tenían los sistemas anteriormente y los usuarios finales no tienen acceso a estos canales.
SS6 y SS7 son clasificados como Common Channel Interoffice Signalling Systems (CCIS) o Señalización por canal común (CCS) debido a que separan la señal de señalización de los canales portadores. Sin embargo, también requieren un canal separado dedicado solamente a señalización, pero debido al rápido aumento de la disponibilidad de canales no supuso un gran problema.

## Funcionalidad
La señalización se refiere al intercambio de información entre componentes de llamadas los cuales se requieren para entregar y mantener servicio.
SS7 es un medio por el cual los elementos de una red de telefonía intercambian información. La información es transportada en forma de mensajes.
SS7 provee una estructura universal para señalización de redes de telefonía, mensajería, interconexión, y mantenimiento de redes.
Se ocupa del establecimiento de una llamada, intercambio de información de usuario, enrutamiento de llamada, estructuras de abonado diferentes, y soporta servicios de redes inteligentes (IN).
Para mover alguna funcionalidad no crítica en tiempo fuera de la trayectoria de señalización principal, y para flexibilidad futura, fue introducido el concepto de un servicio plano separado por la tecnología IN. El inicial, y actual uso más importante de la tecnología IN ha sido para servicio de traducción de servicios, por ejemplo, cuando se traducen números de llamada libre a números regulares PSTN. Pero servicios mucho más complejos han sido desde entonces construidos en IN, como el CLASS y las llamadas telefónicas pre-pagadas.
SS7 es además importante al enlazar tráfico VoIP a la red PSTN. También es usado en las redes de telefonía móvil celular como GSM y UMTS para aplicaciones de voz (Conmutación de Circuitos) y datos (Conmutación de paquetes).
El modelo de capas de SS7, responde al modelo de capas propuesto por OSI de ISO, en el cual, en sus niveles superiores se puede distingur claramente el empleo de encabezados particulares para la red móvil en sus vertientes GSM (2G), GPRS y UMTS (3 y 3,5G) y la parte de telefonía fija, tanto analógica (TUP) como digital (ISUP:RDSI).

### Modos de señalización
Aparte de la señalización con estos diversos grados de asociación con la configuración de la llamada y las facilidades utilizadas para transportar las llamadas, el SS7 está diseñado para operar en tres modos: ''modo asociado'' , ''modo cuasi-asociado'' y ''modo no asociado''.
Cuando se opera en el "modo asociado", la señalización SS7 progresa de conmutador a conmutador a través de la red telefónica pública conmutada siguiendo la misma ruta que las instalaciones asociadas que transportan la llamada telefónica.  Este modo es más económico para redes pequeñas.
Cuando se opera en el "modo cuasi-asociado", la señalización SS7 progresa del conmutador de origen al conmutador de terminación, siguiendo una ruta a través de una red de señalización SS7 separada compuesta de puntos de transferencia de señal.  Este modo es más económico para redes grandes con enlaces de señalización ligeramente cargados.
Cuando opera en el "modo no asociado", los mensajes referentes a una determinada relación de señalización son transferidos por dos o más conjuntos de enlaces en cascada que pasan por uno o más puntos de señalización que no son ni el origen ni el destino de los mensajes.

### Enlaces de señalización
La función de los enlaces de señalización en SS7 es para transportar mensajes de señalización entre dos puntos de señalización. Cuando varios enlaces interconectan directamente dos puntos constituyen un conjunto de enlaces de señalización, y cuando varios puntos están interconectados directamente por un conjunto enlaces se denominan puntos de señalización adyacentes.

### Punto de señalización
Constituye un nodo de la red con capacidad de gestión de mensajes de control y pueden ser de dos tipos: en el que se genera un mensaje (emisor) o al que está destinado el mensaje (receptor).
Algunos ejemplos de nodos que son puntos de señalización son las centrales, las bases de datos de redes inteligentes, los puntos de transferencia de señalización o los centros de explotación, gestión y mantenimiento.
Todos estos puntos se identifican mediante un código único: el código de punto.

### Protocolos
- MTP2: Se ocupa del alineamiento de paquete mediante banderas al inicio y al final.
- MTP3: Posee una dirección de punto de acceso que permite identificar a la capa superior
- ISUP: Son los propios mensajes de señalización.
- IAM: Contiene la información inicial de llamada para el encaminamiento.
- SAM: Transporta la cifra no enviadas en el mensaje IAM.
- ANM: Indica que el usuario ha respondido.
- BLO: Permite el bloqueo del canal útil.
- UBL: Desbloquea el canal útil.
- REL: Permite iniciar la liberación del canal. La comunicación se cierra.
- RLC: Informa que la liberación ha sido completada.
- TCAP: Facilita la transferencia de mensajes en tiempo real entre HLR, VLR, MSC, EIR.

## Red física
SS7 divide claramente los planos de señalización y circuitos de voz. Una red SS7 tiene que estar hecha de equipos capaces de soportar SS7 de terminal a terminal para proveer su funcionalidad completa. La red está hecha de diferentes tipos de canales:
- Tipo A o enlace de acceso (Access Link) que conecta los puntos de señalización (Signaling Point o SP) a los STP.
- Tipo B o enlace de puente (Bridge Link) que conecta STP de diferentes regiones.
- Tipo C o enlace en cruz (Cross Link) que conecta STP de la misma región.
- Tipo D o enlace en diagonal (Diagonal Link) que conecta STP de diferentes grados como por ejemplo local - nacional.
- Tipo E o enlace de extensión (Extend Link) que conecta un SP de una región con un STP de otra.
- Tipo F o enlace plenamente asociado (Full-associated Link) que conecta SP entre ellos.

La arquitectura de SS7 consta de tres componentes esenciales, interconectados a través de enlaces de señalización. Cada Punto de Señalización o Signaling Point (SP) en la Red SS7 está unívocamente identificado por su Point Code (Código de Punto). Los mensajes de señalización llevan códigos de puntos para identificar la fuente y el destino de los mensajes: 
- Punto de conmutación de servicios (service switching point o SSP). Constituyen el origen de los requerimientos de servicios y envían mensajes a la Red de Señalización para establecer las llamadas o características de acceso de servicio requeridas por un abonado. La SSP utiliza la información de quien llama (los dígitos marcados) para determinar la ruta de la llamada.
- Punto de transferencia de señal (signal transfer point o STP). Realizan la función de enrutamiento de mensajes dentro de la Red SS7.
- Punto de control de servicio (service control point o SCP) que gestiona la red, la base de datos de la operaciones y los servicios suplementarios.

Los servicios extendidos son entregados por una interfaz de base de datos a nivel SCP usando X.25.

## Estándares
El sistema de señalización de canal común número 7 es un estándar global para las telecomunicaciones definido por el sector de estandarización de las telecomunicaciones ITU-T de la Unión Internacional de Telecomunicaciones. El estándar define el protocolo y los procedimientos mediante los cuales los elementos de la red de telefonía conmutada pública (la PSTN) intercambian información sobre una red digital para efectuar el enrutamiento, establecimiento y control de llamadas. La definición de ITU para SS7 permite variantes nacionales tales como el Instituto de Estándares Nacionales Americanos ANSI y Bell Comunicación usados en Norteamérica y el Instituto de Estándares de Telecomunicaciones Europeos European Telecommunications Standards Institute (ETSI) usado en Europa.

## Vulnerabilidades
En 2008 se publicaron varias vulnerabilidades de SS7 que permitía realizar un seguimiento secreto a los usuarios de los dispositivos móviles.
En 2014, se publicó una vulnerabilidad de SS7 que permitía a cualquiera realizar el seguimiento de los movimientos de usuarios de móviles desde virtualmente cualquier sitio del mundo con una tasa de éxito de aproximadamente el 70%. En 2014 también se encontró una vulnerabilidad que permitía la escucha y la lectura de mensajes de texto para ello se apoyaba en el reenvío de llamadas. En 2014 también apareció la herramienta SnoopSnitch que puede avisa cuando se producen ciertos ataques usando SS7 detectando el Interceptor IMSI que permite la intercepción de llamadas y otras actividades..
En 2015 Hassan Mourad hace un análisis técnico de las vulnerabilidades encontradas hasta el momento.
En febrero de 2016, el 30 % de la red del mayor operador de Noruega, Telenor, empezó a ser inestable debido a una "Señalización SS7 inusual proveniente de otro operador europeo"
En 2016 se publica una vulnerabilidad que puede ser aprovechada para, en WhatsApp y Telegram, hacerse pasar por otra persona y leer los mensajes privados. Para ello aprovechar que estos servicios utilizan SMS para una verificación de la autenticación. El ataque consiste en hacer creer a la red telefónica que el teléfono del atacante tiene el mismo número que el teléfono del atacado. Esto permite al atacante recibir el código que le permite verificarse como un receptor válido. Por otro lado se publica que la compañía Ability Unlimited ofrece la capacidad de espiar cualquier teléfono del planeta requiriendo únicamente el número de teléfono de la víctima o su IMSI.
En mayo de 2017, O2 Telefónica, un proveedor de servicio móvil alemán, confirmó que unos cibercriminales habían explotado vulnerabilidades SS7 para eludir la autenticación con dos factores para realizar retiradas de dinero de cuentas bancarias. Los criminales primero instalaban un troyano en los ordenadores de los usuarios. De esta forma robaban credenciales en línea de cuentas bancarias y números de teléfono. A continuación el atacante redirigía el número de teléfono de la víctima a una línea controlado por él. Finalmente el atacante entraba en la cuenta en línea de la víctima y transfería el dinero a una controlada con él. El banco realizaba una llamada de confirmación pero esta era interceptada por el móvil que controlaba fraudulentamente el número de línea del usuario.
En marzo de 2018, se publica una metodología abierta para la detección de las vulnerabilidades presentadas, por medio del empleo de las herramientas de fuentes abiertas "Wireshark" y "Snort".